# Kaloyan Ivanov
Kaloyan Toshkov Ivanov (18 de marzo de 1986 en Varna) es un jugador de baloncesto búlgaro. Mide 2,05 metros, juega de ala-pívot . Es hermano gemelo de Dejan Ivanov.

## Selección nacional
Ha sido internacional absoluto con la Selección nacional de Bulgaria con la que llegó a disputar el Eurobasket 2005.
También participó en el Eurobasket 2011 disputado en Lituania siendo un hombre importante para el equipo búlgaro promediando 9´2 puntos, 5´4 rebotes en los 5 partidos que participó.

## Trayectoria profesional
- 2002-03 A-1. Cherno More Varna.  Bulgaria
- 2003-04 NBL. BC Levski Ekopetroulium Sofía.  Bulgaria
- 2004-05 Superliga B. Avtodor Saratov.  Rusia
- 2005-06 A-1. BGR. Cherno More IG Varna.  Bulgaria
- 2006-09 ACB. Vive Menorca.  España
- 2009-10 ACB. Suzuki Manresa.  España
- 2010-11 ACB. Cajasol Sevilla.  España
- 2011-2012 ACB. Club Baloncesto Lucentum Alicante.  España
- 2012 Superliga de Baloncesto de Ucrania. BC Donetsk.  Ucrania
- 2012-2014 LEGA. Felice Scandone Avellino.  Italia
- 2014-2015 ACB. Bàsquet Club Andorra.  Andorra
- 2015  TBL. Trabzonspor Basketbol.  Turquía
- 2015-2017 TBL. Tofaş Spor Kulübü.  Turquía
- 2017-2018 TBL. Socar Petkim Spor Kulübü.  Turquía
- 2018-presente NBL. BC Levski Sofia.  Bulgaria

## Palmarés
- Medalla de oro en Eurobasket Sub-20 de Varna 2005 con la Selección búlgara.
- Subcampeón de la Copa de Bulgaria 2006 con el Cherno More IG Varna.